# Morimoto Takayuki
Morimoto Takayuki (森本 貴幸 Sâm Bản Quý Hạnh) (sinh ngày 7 tháng 5 năm 1988 tại Kawasaki, Kanagawa) là cầu thủ bóng đá người Nhật Bản đang thi đấu ở vị trí tiền đạo cho Sportivo Luqueño tại giải vô địch quốc gia Paraguay.
Morimoto từng cùng đội tuyển Nhật tham gia các giải đấu như Toulon Tournament vào các năm 2004 và 2008, Giải vô địch bóng đá trẻ châu Á 2004, Giải vô địch bóng đá U-20 thế giới 2005, Thế vận hội Mùa hè 2008 và Giải vô địch bóng đá thế giới 2010.
Morimoto hiện đang giữ kỷ lục là cầu thủ trẻ nhất ra sân và ghi bàn tại J. League. Anh được so sánh với tiền đạo người Brasil Ronaldo hồi trẻ do giống nhau về vóc dáng, sức khỏe và tốc độ nên còn có biệt danh là "Ronaldo của Nhật Bản". Tuy nhiên, sự nghiệp của cầu thủ này lại đi xuống một cách không phanh, cộng thêm với những cáo buộc ấu dâm với trẻ khuyết tật tại Paraguay mới đây đã khiến Morimoto không còn có thể trở lại được với bóng đá đỉnh cao. Hiện anh đang phải ngồi tù và chờ bị tòa án Paraguay xét xử.

## Sự nghiệp thi đấu tại câu lạc bộ

### Đội trẻ
Morimoto được đào tạo ở câu lạc bộ Tsudayama năm 1995, trước khi chuyển đến Verdy Junior năm 1998. Sau 3 năm, Morimoto bắt đầu thi đấu cho Đội trẻ Verdy Junior năm 2001, và ở lại đây cho đến năm 2004 khi anh được bán cho Tokyo Verdy 1969.

### FC Tokyo Verdy
Ngày 13 tháng 3 năm 2004, Morimoto có trận đấu đầu tiên tại J. League khi vào sân trong trận đấu giữa Tokyo Verdy 1969 và Júbilo Iwata khi mới 15 tuổi, 10 tháng, 6 ngày để trở thành cầu thủ trẻ nhất ra sân tại J. League. Anh ghi bàn thắng đầu tiên vào ngày 5 tháng 5 cùng năm vào lưới JEF United Ichihara, hai ngày trước sinh nhật lần thứ 16, giúp anh nắm giữ thêm kỷ lục là cầu thủ trẻ nhất ghi bàn tại J.League. Anh đoạt danh hiệu Cầu thủ trẻ xuất sắc nhất J. League mùa giải 2004. Ngày 23 tháng 7 năm 2006, Tokyo Verdy 1969 thông báo đã thỏa thuận với Calcio Catania cho Morimoto đến Serie A thi đấu theo bản hợp đồng cho mượn có thời hạn 1 năm.

### Calcio Catania
Morimoto có trận đấu đầu tiên tại Serie A vào ngày 28 tháng 1 năm 2007 trong trận đấu với Atalanta. Anh vào sân ở phút 83 và ghi bàn gỡ hòa chỉ 5 phút sau đó. Bàn thắng đầu tiên này cho Catania của Morimoto được đánh giá cỡ 1 triệu euro (tức 135 triệu Yên) ở Nhật Bản theo dự báo của 47% trong tổng số 70 chuyên gia kinh tế và quảng cáo được hỏi trong một cuộc nghiên cứu thị trường vì bàn thắng ở Serie A của Morimoto rất có ý nghĩa trong lĩnh vực truyền thông và hình ảnh. Ngày 13 tháng 3 năm 2007, Morimoto mắc phải chấn thương dây chằng ở chân trái và khiến anh phải nghỉ thi đấu 6 tháng, tức là toàn bộ giai đoạn còn lại của mùa giải 2006–07. Mặc dù Morimoto gặp phải chấn thương nghiêm trọng như vậy, Catania vẫn quyết định ký hợp đồng chính thức với anh vào tháng 6 năm 2007
Ngày 14 tháng 12 năm 2008, Morimoto gia hạn hợp đồng hợp đồng với Catania thêm ba năm, đến 2011. Ngày 21 tháng 12, tại vòng 17 Serie A, anh lập được cú đúp trong chiến thắng 3-2 trước AS Roma và được Goal.com bầu chọn vào đội hình tiêu biểu của vòng đấu.
Mùa giải 2008–09, Morimoto ghi được 10 bàn thắng trong 25 trận thi đấu cũng như có nhiều đường chuyền thành bàn. Tiền đạo người Brasil Alexandre Pato đã nói với báo Corriere Dello Sport rằng anh đánh giá Morimoto là cầu thủ trẻ xuất sắc nhất tại Serie A và so sánh Morimoto với Ronaldo.
Mặc dù tài năng là thế, nhưng Morimoto chưa bao giờ thật sự đáp ứng được tất cả những kỳ vọng từ ban lãnh đạo đội bóng Catania. Ờ mùa giải 2009-10, Morimoto ghi thêm năm bàn thắng nữa và ở mùa giải 2009-10, anh ghi được hai bàn.

### Novara Calcio
Ngày 11 tháng 7 năm 2011, Catania chính thức xác nhận đã bán Morimoto cho câu lạc bộ vừa thăng hạng Serie A Novara theo một hợp đồng chia sẻ quyền sở hữu. Chấn thương đã khiến Morimoto chỉ ra sân được 18 lần và ghi được 4 bàn. Cuối mùa giải 2011-12, Novara xuống hạng Serie B còn Morimoto trở về Catania ngày 21 tháng 6 năm 2012.
Ngày 7 tháng 1 năm 2013, Morimoto được đem cho câu lạc bộ Al Nasr, được dẫn dắt bởi cựu huấn luyện viên Catania là Walter Zenga, mượn cho đến ngày 30 tháng 6 năm 2013.

### JEF United
Ngày 14 tháng 8 năm 2013, Morimoto đã ký hợp đồng với JEF United Chiba tại Giải bóng đá Hạng nhì Nhật Bản, với phí chuyển nhượng không được tiết lộ.

## Sự nghiệp thi đấu tại đội tuyển quốc gia
Morimoto đã từng cùng đội tuyển U-20 Nhật Bản tham dự Giải U-20 châu Á 2004 và Giải U-20 Thế giới 2005. Năm 2008, anh là thành viên của đội tuyển Olympic Nhật Bản tham dự Thế vận hội Mùa hè 2008 tại Bắc Kinh, nơi mà đội tuyển của anh đã rời giải với 3 trận thua và chỉ ghi được 1 bàn thắng.
Ngày 10 tháng 10 năm 2009, anh có trận đấu đầu tiên cho đội tuyển Nhật Bản trong trận giao hữu thắng Scotland 2-0 khi vào sân thay cho tiền đạo Maeda Ryoichi. 4 ngày sau đó, anh có bàn thắng đầu tiên trong màu áo đội tuyển trong chiến thắng 5-0 trước Togo.
Ngày 10 tháng 5 năm 2010, anh có tên trong danh sách 23 cầu thủ Nhật Bản tham dự World Cup 2010 tại Nam Phi do huấn luyện viên Okada Takeshi công bố nhưng không được ra sân trong cả bốn trận của đội tuyển tại giải này. Ngày 7 tháng 9, anh lập cú đúp trong chiến thắng 2-0 trước Guatemala.

## Danh hiệu

### Câu lạc bộ
Tokyo Verdy 1969
- Cúp Hoàng đế Nhật Bản: 2004
- Siêu cúp Nhật Bản: 2005

### Cá nhân
- Cầu thủ xuất sắc nhất Manchester United Premier Cup: 2003
- Cầu thủ trẻ xuất sắc nhất năm của J. League: 2004

## Thống kê sự nghiệp

### Câu lạc bộ
Số liệu thống kê tính đến ngày 1 tháng 1 năm 2015.
| Câu lạc bộ          | Mùa giải            | Giải đấu | Giải đấu | Cúp quốc gia1 | Cúp quốc gia1 | Cúp liên đoàn2 | Cúp liên đoàn2 | Tổng cộng | Tổng cộng |
| Câu lạc bộ          | Mùa giải            | Trận     | Bàn      | Trận          | Bàn           | Trận           | Bàn            | Trận      | Bàn       |
| ------------------- | ------------------- | -------- | -------- | ------------- | ------------- | -------------- | -------------- | --------- | --------- |
| Tokyo Verdy 1969    | 2004                | 22       | 4        | -             | -             | 2              | 0              | 24        | 4         |
| Tokyo Verdy 1969    | 2005                | 18       | 1        | 1             | 0             | 2              | 2              | 21        | 3         |
| Tokyo Verdy 1969    | 2006                | 6        | 0        | -             | -             | -              | -              | 6         | 0         |
| Tokyo Verdy 1969    | Tổng cộng           | 46       | 5        | 1             | 0             | 4              | 2              | 51        | 7         |
| Catania             | 2006–07             | 5        | 1        | -             | -             | -              | -              | 5         | 1         |
| Catania             | 2007–08             | 14       | 1        | 3             | 1             | -              | -              | 17        | 2         |
| Catania             | 2008–09             | 23       | 7        | 1             | 2             | -              | -              | 24        | 9         |
| Catania             | 2009–10             | 27       | 5        | 4             | 1             | -              | -              | 31        | 6         |
| Catania             | 2010–11             | 12       | 1        | 1             | 1             | -              | -              | 13        | 2         |
| Catania             | Tổng cộng           | 81       | 15       | 9             | 5             | -              | -              | 90        | 20        |
| Novara              | 2011–12             | 18       | 4        | 1             | 0             | -              | -              | 19        | 4         |
| Novara              | Tổng cộng           | 18       | 4        | 1             | 0             | -              | -              | 19        | 4         |
| Catania             | 2012–13             | 5        | 0        | 3             | 0             | -              | -              | 8         | 0         |
| Catania             | Tổng cộng           | 5        | 0        | 3             | 0             | -              | -              | 8         | 0         |
| Al-Nasr             | 2012–13             | 13       | 6        | 3             | 1             | 6              | 3              | 22        | 10        |
| Al-Nasr             | Tổng cộng           | 13       | 6        | 3             | 1             | 6              | 3              | 22        | 10        |
| JEF United          | 2013                | 12       | 2        | 2             | 0             | -              | -              | 14        | 2         |
| JEF United          | 2014                | 34       | 10       | 2             | 2             | -              | -              | 36        | 12        |
| JEF United          | 2015                | 27       | 5        | 3             | 0             | -              | -              | 30        | 5         |
| JEF United          | Tổng cộng           | 73       | 17       | 7             | 2             | -              | -              | 80        | 19        |
| Tổng cộng sự nghiệp | Tổng cộng sự nghiệp | 236      | 47       | 24            | 8             | 10             | 5              | 270       | 60        |

1Bao gồm Emperor's Cup, Coppa Italia và UAE President's Cup.
2Bao gồm J. League Cup và AFC Champions League.

### Bàn thắng cho đội tuyển quốc gia
| #  | Ngày                 | Địa điểm                            | Đối thủ   | Bàn thắng | Kết quả | Giải đấu |
| -- | -------------------- | ----------------------------------- | --------- | --------- | ------- | -------- |
| 1. | 14 tháng 10 năm 2009 | Sân vận động Miyagi, Rifu, Nhật Bản | Togo      | 5–0       | Thắng   | Giao hữu |
| 2. | 7 tháng 9 năm 2010   | Sân vận động Nagai, Osaka, Nhật Bản | Guatemala | 2–1       | Thắng   | Giao hữu |
| 3. | 7 tháng 9 năm 2010   | Sân vận động Nagai, Osaka, Nhật Bản | Guatemala | 2–1       | Thắng   | Giao hữu |